# Armavir (Armavir)
Pour les articles homonymes, voir Armavir.
Armavir (en arménien Արմավիր ; jusqu'en 1935 Ghrdghuli ou Kurdu-Kuli) est une communauté rurale du marz d'Armavir, en Arménie. Elle compte 3 570 habitants en 2009.
L'antique cité d'Armavir était située à 1 km à l'ouest de l'emplacement de l'actuelle Armavir.